# Hans Friedrich von Burkersroda

Familienwappen derer von Burkersroda

Hans Friedrich von Burkersroda (* 2. Dezember 1574; † 24. September 1640 in Naumburg) war ein kursächsischer Rat, Domherr und zuletzt Dompropst zu Naumburg sowie Rittergutsbesitzer.

## Leben
Er stammt aus dem thüringischen Adelsgeschlecht von Burkersroda und war der Sohn des Samson dem Älteren von Burkersroda († 1595) auf Markröhlitz und Dölkau und dessen Ehefrau Barbara geborene von Brandenstein.
Verheiratet war Hans Friedrich von Burkersroda mit Maria Anna geborene von Hagen. Über sie erhielt er die beiden Rittergüter Pauscha und Pitzschendorf im Kurfürstentum Sachsen. Aus ihrer Ehe ging u. a. der spätere kursächsische wirkliche Geheime Rat und Kammerpräsident am Dresdener Hof, Hans Friedrich Freiherr von Burkersroda hervor. Seine Tochter Christine heiratete 1634 Hans Friedrich von Heßler in Naumburg (Saale). Aus dieser Ehe gingen sechs Söhne und drei Töchter hervor.
Zu Fastnacht 1609 nahm Hans Friedrich von Burkersroda gemeinsam mit zahlreichen anderen Adligen an einem Aufzug im kurfürstlichen Schloss zu Dresden teil, der bildlich für die Nachwelt dokumentiert worden ist.
Nach seinem Tod 1640 wurde Hans Friedrich von Burkersroda im Naumburger Dom feierlich bestattet. Sein wappengeschmücktes Grabmal blieb über mehrere Jahrhunderte bis heute erhalten. Auch eine Flügeltür der Naumburger Domorgel trägt das Wappen der Familie von Burkersroda.